# Dobersdorf (Gemeinde Rudersdorf)
Dobersdorf (ungarisch Dobrafalva) ist ein Ort in der Marktgemeinde Rudersdorf im Bezirk Jennersdorf im Burgenland in Österreich.

## Geografie
Dobersdorf liegt im Lafnitztal im südlichen Burgenland unmittelbar an der Grenze zur Steiermark.

## Geschichte
Dobersdorf wird das erste Mal im Jahre 1157 im Stiftsbrief des Güssinger Grundherrn Walfers schriftlich erwähnt. Der deutsche Name Dobersdorf geht auf die slawische Form „Dobrovnuk“ zurück und bedeutet Walddorf oder Waldhütter. Man nimmt an, dass der Ort um das Jahr 870 von Slawen bewohnt war.
Im Jahre 1428 geht Dobraflava in die Herrschaft Güssing ein. 1605 wurde der Ort von Haiduken zerstört. Im Jahre 1698 gehörte Dobersdorf zur Pfarre Königsdorf-Zahling. 1779 begann man mit dem Bau einer Kapelle. 1830 wurde die heutige Kirche zu Ehren der Heimsuchung Mariens erbaut, 1871 das erste Schulgebäude errichtet.
Infolge großer Überschwemmungen der Lafnitz wurde 1927 ein Hochwasserschutzdamm gebaut. Nach dem Zweiten Weltkrieg begann die Gemeinde mit dem Ausbau der Dorfstraßen und dem Bau einer Ortswasserleitung.
Am 1. Januar 1971 wurde die Gemeinde Dobersdorf mit der Gemeinde Rudersdorf zusammengelegt.